# Морозова-Водяницкая, Нина Васильевна
Нина Васильевна Морозова-Водяницкая (23.01.1893, Харьков — 10.08.1954) — советский учёный, альголог-гидробиолог, доктор биологических наук, профессор.

## Биография
Из купеческой семьи. Окончила естественное отделение физико-математического факультета Харьковских высших женских курсов (1915). В 1915—1921 годах там же — ассистент кафедры ботаники.
В 1915 году вышла замуж за Владимира Алексеевича Водяницкого. С 1921 году вместе с мужем и профессором В. М. Арнольди работала на Новороссийской биологической станции.
С 1931 по 1939 годы старший научный сотрудник Севастопольской биостанции. В 1938 году защитила докторскую диссертацию «Опыт количественного учета донной растительности в Черном море».
В 1939—1941 годах доцент Ростовского университета, с 1940 года заведующая кафедрой морфологии и систематики низших растений. В 1941—1944 в эвакуации в Махачкале и Красноводске, работала в стационаре Института эволюционной морфологи АН СССР на озере Иссык-Куль и в Ташкенте.
С 1944 года снова старший научный сотрудник Севастопольской биостанции.
Скоропостижно умерла в августе 1954 года.

### Семья
- Актриса Галина Владимировна Водяницкая — дочь.
- Вероника Владимировна Водяницкая — дочь.

## Награды
Награждена орденом Ленина (1953).

## Публикации
- Некоторые результаты количественных исследований фитопланктона в Черном море.1940. Труды Новоросс. биолог. ст., ІІ, в.3, Новороссийск: 273—319.
- К вопросу о растительной продуктивности Черного моря.1941. Труды Зоол. инст. АН СССР, VII, в.2, Л .:140-157.
- Численность и биомасса фитопланктона в Черном море. 1950. Докл. АН СССР, нов. сер., LXXIII, № 4, М.-Л.: 821—824.
- Фитопланктон Черного моря, часть II. 1954. Труды Севастоп. биолог. ст., VIII, М.-Л.: 11-99.